# Harada–Nortons grupp
Inom matematiken är Harada–Nortons grupp HN en sporadisk enkel grupp av ordning
   214 · 36 · 56 · 7 · 11 · 19
= 273030912000000
≈ 3 × 1014.

## Historia och egenskaper
HN är en av de 26 sporadiska grupperna och upptäcktes av Harada (1976) och Norton (1975).
Dess Schurmultiplikator är trivial och dess yttre automorfigrupp har ordning 2. 
HN har en involution vars centraliserare är av formen 2.HS.2, där HS är Higman-Sims grupp. 
Primtalet 5 har en speciell roll gällande gruppen. Exempelvis centraliserar den ett element av ordning 5 i Monstergruppen och som en följd av detta verkar den naturligt på en hörnoperatoralgebra över kroppen med 5 element (Lux, Noeske & Ryba 2008).
Ur detta följer att den verkar på en algebra av dimension 133 över F5 med en kommutativ men oassociativ produkt, analog till Griessalgebran (Ryba 1996).

## Maximala delgrupper
Norton & Wilson (1986) upptäckte de 14 konjugatklasserna av maximala delgrupper av HN:
- A12
- 2.HS.2
- U3(8):3
- 21+8.(A5 × A5).2
- (D10 × U3(5)).2
- 51+4.21+4.5.4
- 26.U4(2)
- (A6 × A6).D8
- 23+2+6.(3 × L3(2))
- 52+1+2.4.A5
- M12:2 (Två klasser)
- 34:2.(A4 × A4).4
- 31+4:4.A5